# 마티 패틴
마틴 윌리엄 패틴(영어: Martin William Pattin, 1943년 4월 6일~2018년 10월 3일)은 미국의 프로 야구 선수로, 메이저 리그 베이스볼(MLB)에서 475경기에 출전한 우완 투수였다. 캘리포니아 에인절스(1968), 시애틀 파일럿츠/밀워키 브루어스(1969~1971), 보스턴 레드삭스(1972~1973), 캔자스시티 로열스(1974~1980)에서 선수 생활을 했다. 메이저 리그 통산 13시즌 동안 114승, 1,179탈삼진, 3.62의 평균자책점(ERA)을 기록했다.

## 생애
패틴은 미국 일리노이주 찰스턴에서 태어나 그곳에서 찰스턴 고등학교를 다녔고, 이스턴 일리노이 대학교에서 학사 학위와 석사 학위를 취득했다. 소속 대학교 야구팀인 이스턴 일리노이 팬서스 베이스볼에서 선수로 뛰면서 한 경기에 22탈삼진을 기록하기도 했다.
패틴은 1965년 메이저 리그 베이스볼 드래프트 7라운드 전체 127순위로 캘리포니아 에인절스의 지명을 받았다. 이후 두 시즌 동안 마이너 리그 팀인 시애틀 레이니어스에서 뛴 뒤 메이저 리그로 승격되었다. 1968년 메이저 리그 베이스볼 확장 드래프트를 통해 에인절스를 떠나 시애틀 파일럿츠에 합류했으며, 이 팀은 1970년에 밀워키 브루어스로 연고지와 팀명이 변경되었다. 밀워키 소속으로 1970년 시즌에 37경기(29선발)에 출전해 14승 12패, 3.39의 평균자책점을 기록했고, 1971년에는 36선발에 14승 14패, 평균자책점 3.13을 기록했으며 시즌 중 올스타에 선정되었다.
1971년 10월 10일에 10명의 선수가 오가는 초대형 트레이드가 단행되어 보스턴 레드삭스에 패틴을 비롯해 토미 하퍼, 루 크라우스, 마이너 리거 외야수 팻 스크러블이 이동했고, 반대 급부로 조지 스콧, 짐 론보그, 켄 브렛, 빌리 코니글리아로, 조 라후드, 돈 파블레티치가 밀워키로 이적했다. 패틴은 보스턴에서의 2시즌 동안 도합 32승을 올렸으며, 1972년 7월 11일에는 노히트 노런을 달성할 뻔했지만 상대팀 오클랜드 애슬레틱스 선수 레지 잭슨이 9회 1아웃에 단타를 허용하며 간발의 차이로 기록 달성을 놓치기도 했다. 동료 투수 빌 리에 따르면, 패틴은 레드삭스 시절 등판한 대부분의 경기에서 첫 이닝 이후에 구토하는 버릇이 있었다고 한다.
1973년 10월 24일 보스턴과 캔자스시티 로열스 사이에 패틴과 딕 드래고를 맞바꾸는 트레이드가 이루어졌으며, 패틴의 보직은 선발투수와 구원 투수를 각각 반반씩 오가게 되었는데, 1975년 시즌 《캔자스시티 스타》는 그를 6월에는 선발투수로, 9월에는 구원 투수로서 이달의 로열스 선수로 선정했다. 패틴은 1980년 시즌 이후 자유계약선수가 된 후 은퇴를 선언했다.
선수로서 은퇴한 뒤에는 여러 팀의 지도자를 역임했다. 1982년부터 1987년까지 캔자스 대학교 야구팀의 감독을 맡았다. 2018년 10월 3일, 패틴은 자신의 고향인 일리노이주 찰스턴에서 친구 집에 방문해 수면을 취하던 중 숨을 거뒀다.
한편, 1990년 12월 4일부터 1년 계약으로 LG 트윈스 투수 인스트럭터를 맡았다가 다음 해 말 이광환 감독 부임 과정에서 1년 재계약했고 이 과정에서 당초 1군 투수코치-2군 투수코치를 각각 맡았으나 1991년 8월 6일 보직이 변경된 정순명 2군 투수코치와 하기룡 1군 투수코치가 루키군 투수코치(정순명) 2군 투수코치(하기룡), 유종겸 훈련단 투수코치가 1군 불펜코치로 이동했다.
하지만,    김용수의 부상,  김기범의 방위복무 등 여러 가지 요인 때문에 투수력이 붕괴되자 1992년 7월 6일 2군으로 내려갔으며  2년 연속 포스트시즌 진출 실패에 따른 문책성 해고에 맞춰 정순명 김봉기 양승관 코치와 함께 시즌 후 팀을 떠나야 했다.